# دلفینول
دلفینول (به انگلیسی: Delfinul) یک زیردریایی است که طول آن ۷۲٫۹ متر (۲۳۹ فوت ۲ اینچ) می‌باشد. این زیردریایی در سال ۱۹۸۵ ساخته شد.